# Resurrection (1999)
Resurrection is een Amerikaans-Canadese misdaad-thriller uit 1999, geregisseerd door Russell Mulcahy met Christopher Lambert in de hoofdrol.

## Verhaal
In Chicago onderzoekt rechercheur John Prudhomme een macabere moord, waarvan de arm van het slachtoffer werd verwijderd, met Romeinse cijfers getekend op het lichaam en met zijn bloed de zin geschreven "Hij komt eraan" op een spiegel. Wanneer andere misdaden met dezelfde kenmerken de eerste volgen, begint Proudhomme te voelen dat alles het werk is van een seriemoordenaar, wiens bedoeling is om het lichaam van Christus te reconstrueren met de anatomische delen die van de slachtoffers zijn afgenomen.

## Rolverdeling
| Acteur              | Personage                       |
| ------------------- | ------------------------------- |
| Christopher Lambert | Rechercheur John Prudhomme      |
| Leland Orser        | Rechercheur Andrew Hollinsworth |
| Robert Joy          | Gerald Demus                    |
| Barbara Tyson       | Sara Prudhomme                  |
| Rick Fox            | Scholfield                      |
| Jonathan Potts      | Rechercheur Moltz               |
| David Cronenberg    | Priester Rousell                |

## Release en ontvangst
De film ging in première in maart 1999 op het Brussels International Festival of Fantastic Film en ontving op Rotten Tomatoes 17% goede reviews, gebaseerd op 6 beoordelingen.

## Trivia
Resurrection is de derde samenwerking van regisseur Russell Mulcahy en acteur Christopher Lambert, die eerder hebben gewerkt aan de film Highlander (1986) en het vervolg Highlander II: The Quickening (1991).